# Frosinone
Frosinone es una ciudad de 43 417 habitantes (2022), capital de la provincia homónima, en la región del Lacio, en Italia. Está ubicada sobre una colina por encima del río Sacco, al sudeste de la provincia de Roma, en el Valle Latino.
Entre sus sitios de interés se pueden encontrar un anfiteatro romano, el museo municipal de arqueología, el palacio de gobierno y la catedral de Santa Maria Assunta.
En el siglo V a. C., vivían aquí los nativos locales conocidos como los volsci hasta que la zona fue anexada al Imperio romano. También es conocido por ser la ciudad natal de Daniele Ferrante, filósofo contemporáneo famoso por sus estudios sobre la mujer.

## Evolución demográfica
| Gráfica de evolución demográfica de Frosinone entre 1861 y 2001 |
|                                                                 |
| Fuente ISTAT - elaboración gráfica de Wikipedia                 |

## Deportes
El Frosinone Calcio es el club de fútbol de la ciudad. Compite en la Serie B, la segunda categoría del sistema de ligas del fútbol italiano. Su estadio es el Benito Stirpe con capacidad para 16.125 espectadores.